# 朝乃若武彦
朝乃若 武彦（あさのわか たけひこ、1969年12月11日 - ）は、愛知県一宮市出身で高砂部屋（入門時は若松部屋）に所属した元大相撲力士。本名は足立 武彦（あだち たけひこ）。身長176cm、体重145kg。最高位は西前頭筆頭（2000年5月場所）。得意技は突き、押し、引き、叩き。血液型はAB型、星座は射手座、趣味は映画鑑賞。現在は年寄・若松。愛称は「ヒタチ」。

## 来歴
中学時代は水泳部に所属し主将を務めるほどだった。相撲はほとんど遊びでしか取ったことがなかったが、中学時代の恩師の勧めにより愛工大名電高校に進学し相撲部に入部した。近畿大学相撲部では同級生の大澤（元幕内朝乃翔）と共に全国大会で活躍した。大学卒業と同時に近畿大学の先輩でもある元大関・朝潮の若松部屋（当時）に入門。1992年3月場所に幕下付出で「若足立」の四股名で初土俵を踏んだ。
初土俵から僅か5場所で1993年1月場所に十両に昇進。同時に四股名を「朝乃若」と改名した。その後は順調に番付を上げ、1994年3月場所に入幕を果たした。取り口は押し相撲だが最後まで押し切ることは少なく、引き落としや叩き込むことが多かった。また、時折呼び込んでの自滅も多く幕内上位で勝ち越すことが出来なかった。年齢を重ねるごとに立合いから即引く相撲も増えていった。幕内を30場所連続して在位した後、1999年1月場所に初めて十両に陥落した。それ以降は十両と幕内を往復することが多くなったが、2000年5月場所に自己最高位の西前頭筆頭に番付を上げた。
非常に目立ちたがり屋の性格であった。かつてど派手なレモンイエローの廻しを締め、制限時間一杯となった後の仕切り時にカエルのように体勢を低くする動作（横綱・日馬富士も類似した動作をしていた）と、塩を土俵に叩きつけて気合を入れる動作（本人曰く「タイガーマスクの入場シーンをイメージ」。元大関・大受も類似した動作をしていた）で観客を沸かしていた。協会の審判部から「塩捲きの行為が少し雑すぎる」と何度も指摘されたが、パフォーマンスを一向にやめることはなかった。なお現役当時、若松部屋と同じ高砂一門の高砂部屋所属だった、水戸泉の時間一杯での豪快な塩捲きが有名であったが、その水戸泉との取組では「塩捲き対決」としても大きな話題を呼んでいた。
しかし2000年11月場所初日に廻しの色をそれまでのレモンイエローから真っ赤なものに変え、仕切り前の塩まきも固めた塩の塊を上に放り投げ、落ちてきたところを思い切り拳で殴りつけるという新しいパフォーマンスをしたため、当時審判部長を務めていた境川親方（元横綱・佐田の山）が「ものには限度がある」と激高。これを最後に塩まきのパフォーマンスを封印し、翌場所からは地味な臙脂色（本人曰く真っ赤な締め込みを染め直したもの）に変更し落ち着いた仕切りに変えた。以降、度々締め込みを変更したが、黒や青といった落ち着いた色に終始した。
2004年5月場所を最後に幕内から遠ざかり、2005年3月場所には西十両5枚目の番付で1勝14敗と大敗を喫してしまう。幕下陥落が必至となり、引退を覚悟していたその3月場所の千秋楽では、往年の低い姿勢の仕切り姿を披露し観客を沸かし、この千秋楽の相撲を最後に現役生活を締めくくった。
幕下に陥落が決まっていた翌5月場所前の4月28日に引退届を提出し、既に取得していた年寄・若松を襲名。引退相撲は行わなかった。また引退時の記者会見では、自身の取り口とは裏腹な「前に出る力士を育てたい」のコメントや、カエルのような仕切りを再び披露して、周囲の記者陣を笑わせていた。現在は、高砂部屋の部屋付きの親方として後進の指導に当たっている。
2020年1月30日の日本相撲協会役員候補選では副理事に立候補したが、定員を超過しなかったため2008年以来6期12年ぶりに無投票となり、理事候補10人、若松を含めた副理事候補3人が全員当選。同年3月6日の理事会で正式に副理事として選任された。
2022年3月11日、協会は1月27日の役員候補選挙で副理事候補に当選した2期連続の若松を選任した。

## エピソード
- 山﨑武司（元中日ドラゴンズ）は愛工大名電高校の1年先輩で、山﨑の中日在籍時代（1度目）にはナゴヤドームで始球式も行った（余談だが山﨑も中学時代に相撲経験あり）。
- イチロー（当時・マリナーズ）は愛工大名電高校の後輩であり、朝乃若の断髪式に参加し鋏を入れた。
- 2000年5月場所7日目、同部屋同期生の三段目・朝ノ霧が千代白鵬との取組中、廻しが緩み局部が露になって「不浄負け」の反則を喫した（1917年5月場所3日目の十両・男嶌が喫して以来83年ぶりの珍事だった）。翌日朝乃若は、その記事が大きく掲載されていたスポーツ新聞を片手に、付け人達に対して「お前ら、目立ちたいからと言って同じような事絶対するんじゃねえぞ!」と冗談交じりに注意を促していた。
- 勝ち続けると思えば逆に負け続ける所謂「ツラ相撲」の傾向のある力士の一人で、2000年3月場所は初日に負けた後、7連勝して中日を終えて7勝1敗で折り返したが、後半戦から14日目までに貯金を使い果たすように6連敗を喫し、千秋楽に8勝7敗とようやく給金を直し、翌場所自己最高位に昇進したが、9日目に敗れた相手は貴闘力で前日から、連勝を続け、終盤、曙、武蔵丸の両横綱に、連敗を喫するものの、千秋楽に勝利を収め、初優勝を飾っているが、朝乃若共々、翌場所は大敗している。他に、幕内在位中、下位で早々と勝ち越しながら、最後に崩れ、8勝、9勝に終わる場所も幾度かあったが、最後に幕内で勝ち越した2004年1月場所は通算在位52場所中、唯一二桁勝利を挙げた。
- 2021年9月場所を東幕下筆頭で勝ち越した同部屋の寺沢樹が翌11月場所の十両昇進を機に朝乃若を名乗り、98場所ぶりに朝乃若の四股名が十両の番付に載るはこびとなった。
- 8代高砂が高砂部屋を継承して以降は部屋の報道対応にあたる機会が増えた。
- 元高見盛が暫定的に東関部屋の師匠を務めていた頃にその次の実質的な継承者の候補に挙がっていたが、折り合いが付かず部屋継承は実現しなかった。

## 主な成績
- 通算成績：547勝598敗 勝率.478
- 幕内成績：346勝434敗 勝率.444
- 現役在位：79場所
- 幕内在位：52場所[2]
- 通算連続出場：1145回（幕下付出力士では最多）[2]

※ケガに強く、入門してから1度も休場することなく現役生活を終えた。
- 各段優勝
  - 十両優勝：1回(1993年11月場所)
  - 幕下優勝：1回(1992年7月場所)

### 場所別成績
| | 一月場所 初場所（東京） | 三月場所 春場所（大阪） | 五月場所 夏場所（東京） | 七月場所 名古屋場所（愛知） | 九月場所 秋場所（東京） | 十一月場所 九州場所（福岡） |
| --- | ----------------------- | ----------------------- | ----------------------- | --------------------------- | ----------------------- | --------------------------- |
| 1992年 （平成4年） | x                       | 幕下付出60枚目 5–2      | 東幕下42枚目 5–2        | 東幕下23枚目 優勝 7–0       | 東幕下4枚目 4–3         | 西幕下2枚目 6–1             |
| 1993年 （平成5年） | 東十両11枚目 10–5       | 東十両4枚目 4–11        | 西十両12枚目 9–6        | 東十両9枚目 8–7             | 西十両8枚目 9–6         | 西十両4枚目 優勝 11–4       |
| 1994年 （平成6年） | 東十両筆頭 9–6          | 東前頭15枚目 9–6        | 東前頭11枚目 8–7        | 西前頭5枚目 6–9             | 西前頭9枚目 7–8         | 西前頭12枚目 8–7            |
| 1995年 （平成7年） | 西前頭10枚目 9–6        | 西前頭2枚目 6–9         | 西前頭5枚目 5–10        | 西前頭10枚目 8–7            | 西前頭3枚目 4–11        | 西前頭9枚目 7–8             |
| 1996年 （平成8年） | 西前頭12枚目 8–7        | 東前頭5枚目 4–11        | 東前頭12枚目 9–6        | 西前頭9枚目 8–7             | 東前頭5枚目 4–11        | 東前頭11枚目 9–6            |
| 1997年 （平成9年） | 東前頭5枚目 5–10        | 東前頭9枚目 8–7         | 東前頭4枚目 5–10        | 東前頭8枚目 7–8             | 東前頭10枚目 7–8        | 西前頭13枚目 8–7            |
| 1998年 （平成10年） | 東前頭12枚目 7–8        | 西前頭15枚目 8–7        | 東前頭13枚目 7–8        | 東前頭16枚目 8–7            | 西前頭12枚目 7–8        | 東前頭15枚目 6–9            |
| 1999年 （平成11年） | 東十両2枚目 9–6         | 東前頭13枚目 6–9        | 西十両3枚目 8–7         | 西十両2枚目 8–7             | 西前頭14枚目 9–6        | 東前頭9枚目 9–6             |
| 2000年 （平成12年） | 西前頭2枚目 3–12        | 東前頭8枚目 8–7         | 西前頭筆頭 5–10         | 西前頭3枚目 5–10            | 西前頭8枚目 6–9         | 西前頭11枚目 6–9            |
| 2001年 （平成13年） | 東前頭14枚目 8–7        | 西前頭10枚目 7–8        | 西前頭11枚目 7–8        | 東前頭13枚目 5–10           | 東十両4枚目 8–7         | 西十両筆頭 9–6              |
| 2002年 （平成14年） | 西前頭12枚目 3–12       | 西十両5枚目 10–5        | 西前頭15枚目 6–9        | 西十両2枚目 9–6             | 西前頭13枚目 7–8        | 東前頭15枚目 5–10           |
| 2003年 （平成15年） | 東十両5枚目 8–7         | 東十両3枚目 9–6         | 東前頭15枚目 8–7        | 東前頭11枚目 6–9            | 東前頭14枚目 6–9        | 東十両3枚目 9–6             |
| 2004年 （平成16年） | 東前頭16枚目 10–5       | 東前頭11枚目 5–10       | 西前頭14枚目 4–11       | 西十両3枚目 5–10            | 西十両8枚目 8–7         | 西十両6枚目 4–11            |
| 2005年 （平成17年） | 西十両11枚目 9–6        | 西十両5枚目 1–14        | 西幕下3枚目 引退 –      | x                           | x                       | x                           |
| 各欄の数字は、「勝ち-負け-休場」を示す。 優勝 引退 休場 十両 幕下 三賞：敢=敢闘賞、殊=殊勲賞、技=技能賞 その他：★=金星 番付階級：幕内 - 十両 - 幕下 - 三段目 - 序二段 - 序ノ口 幕内序列：横綱 - 大関 - 関脇 - 小結 - 前頭（「#数字」は各位内の序列） |                         |                         |                         |                             |                         |                             |

### 幕内対戦成績
| 力士名   | 勝数 | 負数 | 力士名   | 勝数 | 負数 | 力士名   | 勝数 | 負数 | 力士名   | 勝数 | 負数 |
| -------- | ---- | ---- | -------- | ---- | ---- | -------- | ---- | ---- | -------- | ---- | ---- |
| 蒼樹山   | 6    | 9    | 安芸乃島 | 3    | 12   | 安芸ノ州 | 3    | 3    | 曙       | 0    | 5    |
| 旭里     | 0    | 1    | 旭豊     | 4    | 4    | 安美錦   | 4    | 6    | 岩木山   | 0    | 2    |
| 潮丸     | 3    | 1    | 皇司     | 3    | 6    | 大碇     | 2    | 2    | 大日ノ出 | 1    | 3    |
| 小城錦   | 8    | 9    | 小城ノ花 | 2    | 2    | 魁皇     | 2    | 0    | 海鵬     | 9    | 9    |
| 垣添     | 0    | 1    | 春日王   | 1    | 0    | 春日錦   | 2    | 1    | 春日富士 | 2    | 3    |
| 巌雄     | 2    | 7    | 北勝鬨   | 7    | 4    | 北桜     | 2    | 0    | 旭鷲山   | 5    | 11   |
| 旭天鵬   | 4    | 6    | 旭道山   | 6    | 4    | 鬼雷砲   | 3    | 1    | 霧島     | 7    | 2    |
| 金開山   | 5    | 0    | 久島海   | 2    | 2    | 剣晃     | 2    | 6    | 光法     | 2    | 0    |
| 五城楼   | 1    | 6    | 黒海     | 0    | 2    | 琴稲妻   | 5    | 9    | 琴ヶ梅   | 1    | 3    |
| 琴錦     | 3    | 5    | 琴ノ若   | 4    | 6    | 琴富士   | 2    | 2    | 琴別府   | 5    | 4    |
| 琴光喜   | 0    | 2    | 琴龍     | 14   | 12   | 小錦     | 5    | 7    | 敷島     | 7    | 4    |
| 霜鳥     | 0    | 1    | 十文字   | 2    | 6    | 戦闘竜   | 2    | 0    | 大至     | 5    | 5    |
| 大翔鳳   | 5    | 5    | 大翔山   | 1(1) | 0    | 大善     | 7    | 4    | 大飛翔   | 1    | 1    |
| 貴闘力   | 6    | 10   | 隆の鶴   | 1    | 0    | 貴ノ浪   | 3    | 10   | 貴乃花   | 0    | 9    |
| 隆乃若   | 2    | 4    | 高見盛   | 0    | 1    | 隆三杉   | 3    | 0    | 豪風     | 0    | 2    |
| 玉春日   | 4    | 9    | 玉乃島   | 2    | 3    | 玉力道   | 3    | 2    | 千代大海 | 2    | 3    |
| 千代天山 | 3    | 2    | 出島     | 1    | 7    | 寺尾     | 8    | 6    | 闘牙     | 2    | 2    |
| 時津海   | 3    | 8    | 時津洋   | 2    | 0    | 土佐ノ海 | 0    | 7    | 栃東     | 1    | 1    |
| 栃栄     | 2    | 8    | 栃乃洋   | 4    | 1    | 栃乃花   | 2    | 3    | 栃乃和歌 | 6    | 6    |
| 豊ノ海   | 0    | 1    | 浪之花   | 7    | 3    | 白鵬     | 0    | 1    | 濵錦     | 2    | 0    |
| 濱ノ嶋   | 10   | 8    | 追風海   | 1    | 2    | 春ノ山   | 1    | 0    | 肥後ノ海 | 13   | 10   |
| 普天王   | 0    | 2    | 武雄山   | 3    | 3    | 北勝力   | 1    | 1    | 舞の海   | 5    | 5    |
| 三杉里   | 4    | 5    | 水戸泉   | 8    | 10   | 湊富士   | 9    | 10   | 雅山     | 0    | 3    |
| 武蔵丸   | 0    | 3    | 武双山   | 0    | 4    | 大和     | 1    | 2    | 燁司     | 4    | 1    |
| 力櫻     | 2    | 2    | 若光翔   | 0    | 2    | 若孜     | 1    | 1    | 若兎馬   | 1    | 0    |
| 若の里   | 3    | 1    | 若ノ城   | 2    | 3    | 若乃花   | 0    | 7    | 和歌乃山 | 4    | 8    |

## 改名歴
- 若足立 武彦（わかあだち たけひこ）1992年3月場所 - 1992年11月場所
- 朝乃若 武彦（あさのわか たけひこ）1993年1月場所 - 2005年5月場所

## 年寄変遷
- 若松 武彦（わかまつ たけひこ）2005年4月 -